# Ciro II di Edessa
Ciro II (Qura) (... – 498) fu arcivescovo di Edessa dal 471 alla sua morte.
Divenne arcivescovo di Edessa di Osroene nel 471, succedendo a Nona (Nuna). Fedele al Credo di Calcedonia, diede attuazione al decreto dell'imperatore bizantino Zenone, che nel 489 decise chiudere la Scuola di Edessa, centro degli studi classici e cristiani della Siria, poiché era stata occupata dai nestoriani, che ne avevano fatto un centro di diffusione del loro credo.
Morì nel 498 e gli succedette Pietro.